# Pyrgomantis fasciata longissima
Pyrgomantis fasciata longissima es una subespecie de mantis de la familia Tarachodidae.

## Distribución geográfica
Se encuentra en el Congo.